# Klinača
Klinača (lat. Gomphocarpus), biljni rod trajnica i grmova iz porodice zimzelenovki (potporodica svileničevki), rasprostranjen po tropskoj i južnoj Africi,
Na popisu je 21 vrsta, od toga samo jedna u Hrvatskoj, grmasta klinača, G. fruticosus. Dvije vrste iz ovog roda uvezene su po drugim državama.

## Vrste
1. Gomphocarpus abyssinicus Decne.
2. Gomphocarpus cancellatus (Burm.f.) Bruyns
3. Gomphocarpus filiformis (E.Mey.) D.Dietr.
4. Gomphocarpus fruticosus (L.) W.T.Aiton
5. Gomphocarpus glaucophyllus Schltr.
6. Gomphocarpus integer (N.E.Br.) Bullock
7. Gomphocarpus kaessneri (N.E.Br.) Goyder & Nicholas
8. Gomphocarpus munonquensis (S.Moore) Goyder & Nicholas
9. Gomphocarpus phillipsiae (N.E.Br.) Goyder
10. Gomphocarpus physocarpus E.Mey.
11. Gomphocarpus praticola (S.Moore) Goyder & Nicholas
12. Gomphocarpus purpurascens A.Rich.
13. Gomphocarpus rivularis Schltr.
14. Gomphocarpus semiamplectens K.Schum.
15. Gomphocarpus semilunatus A.Rich.
16. Gomphocarpus sinaicus Boiss.
17. Gomphocarpus stenophyllus Oliv.
18. Gomphocarpus stolzianus K.Schum.
19. Gomphocarpus swynnertonii (S.Moore) Goyder & Nicholas
20. Gomphocarpus tenuifolius (N.E.Br.) Bull.
21. Gomphocarpus tomentosus Burch.